# Liste der größten Social-Media-Plattformen
Dies ist eine Liste der größten Social-Media-Plattformen nach der Anzahl an Nutzern. Die Liste umfasst soziale Netzwerke sowie Online-Foren, Foto- und Videoplattformen, Messaging- und VoIP-Anwendungen. Die Nutzerzahl bezieht sich in den meisten Fällen auf monatlich aktive Nutzer (Monthly Active User), also Personen, welche die Plattform mindestens einmal im Monat nutzen.

## Liste
Im Folgenden sind Social-Media-Plattformen mit mindestens 100 Millionen Nutzern (ohne Anspruch auf Vollständigkeit).
| Rang | Plattform          | Betreiber         | Land                         | Gegründet | Nutzer (in Millionen) | Stand      | Bemerkung                                                                |
| ---- | ------------------ | ----------------- | ---------------------------- | --------- | --------------------- | ---------- | ------------------------------------------------------------------------ |
| 1    | Facebook           | Meta Platforms    | Vereinigte Staaten           | 2004      | 3.065                 | April 2024 | Monatlich aktive Benutzer, ca. 2,1 Milliarden tägliche Nutzer (2023)     |
| 2    | YouTube            | Alphabet Inc.     | Vereinigte Staaten           | 2005      | 2.504                 | April 2024 | Monatlich aktive Benutzer                                                |
| 3    | WhatsApp           | Meta Platforms    | Vereinigte Staaten           | 2009      | 2.000                 | April 2024 | Monatlich aktive Benutzer                                                |
| 3    | Instagram          | Meta Platforms    | Vereinigte Staaten           | 2010      | 2.000                 | April 2024 | Monatlich aktive Benutzer                                                |
| 5    | TikTok             | ByteDance         | Volksrepublik China          | 2016      | 1.582                 | April 2024 | Monatlich aktive Benutzer                                                |
| 6    | WeChat             | Tencent           | Volksrepublik China          | 2011      | 1.343                 | April 2024 | Monatlich aktive Benutzer                                                |
| 7    | Reddit             | Reddit, Inc.      | Vereinigte Staaten           | 2005      | 1.200                 | Feb. 2024  | Monatlich aktive Benutzer, ca. 73 Millionen täglich aktive Nutzer (2023) |
| 8    | Facebook Messenger | Meta Platforms    | Vereinigte Staaten           | 2011      | 1.010                 | April 2024 | Monatlich aktive Benutzer                                                |
| 9    | LinkedIn           | Microsoft         | Vereinigte Staaten           | 2003      | 922                   | April 2023 | Mitglieder                                                               |
| 10   | Telegram           | Telegram          | Vereinigte Arabische Emirate | 2013      | 900                   | April 2024 | Monatlich aktive Benutzer                                                |
| 11   | Snapchat           | Snap Inc.         | Vereinigte Staaten           | 2011      | 800                   | April 2024 | Monatlich aktive Benutzer                                                |
| 12   | Douyin             | ByteDance         | Volksrepublik China          | 2016      | 755                   | April 2024 | Monatlich aktive Benutzer                                                |
| 13   | Kuaishou           | Kuaishou          | Volksrepublik China          | 2011      | 700                   | April 2024 | Monatlich aktive Benutzer                                                |
| 14   | X                  | X Corp.           | Vereinigte Staaten           | 2006      | 611                   | April 2024 | Monatlich aktive Benutzer                                                |
| 15   | Sina Weibo         | Weibo Corporation | Volksrepublik China          | 2009      | 598                   | April 2024 | Monatlich aktive Benutzer                                                |
| 16   | QQ.com             | Tencent           | Volksrepublik China          | 1999      | 554                   | April 2024 | Monatlich aktive Benutzer                                                |
| 17   | Qzone              | Tencent           | Volksrepublik China          | 2005      | 500                   | 2023       | Monatlich aktive Benutzer                                                |
| 18   | Pinterest          | Pinterest, Inc.   | Vereinigte Staaten           | 2009      | 498                   | April 2024 | Monatlich aktive Benutzer                                                |
| 19   | Bilibili           | Bilibili, Inc.    | Volksrepublik China          | 2009      | 336                   | 2023       | Monatlich aktive Benutzer                                                |
| 20   | Zoom               | Zoom              | Vereinigte Staaten           | 2012      | 350                   | Dez 2020   | Tägliche Meeting-Teilnehmer                                              |
| 21   | Josh               | VerSe             | Indien                       | 2020      | 300                   | 2024       | Nutzer                                                                   |
| 22   | Skype              | Microsoft         | Vereinigte Staaten           | 2003      | 300                   | 2024       | Monatlich aktive Benutzer                                                |
| 23   | Microsoft Teams    | Microsoft         | Vereinigte Staaten           | 2017      | 270                   | 2022       | Monatlich aktive Benutzer                                                |
| 24   | Twitch             | Amazon            | Vereinigte Staaten           | 2011      | 240                   | 2023       | Monatlich aktive Benutzer                                                |
| 25   | Line               | Naver             | Japan                        | 2011      | 230                   | 2021       | Monatlich aktive Benutzer                                                |
| 26   | Viber              | Rakuten           | Japan                        | 2010      | 230                   | 2024       | Monatlich aktive Benutzer                                                |
| 27   | Xiaohongshu        | Xiaohongshu       | Volksrepublik China          | 2013      | 200                   | 2023       | Nutzer                                                                   |
| 28   | Discord            | Discord           | Vereinigte Staaten           | 2015      | 154                   | 2024       | Monatlich aktive Benutzer                                                |
| 29   | Threads            | Meta Platforms    | Vereinigte Staaten           | 2023      | 150                   | April 2024 | Monatlich aktive Benutzer                                                |
| 30   | Picsart            | Picsart           | Armenien                     | 2011      | 150                   | 2024       | Monatlich aktive Benutzer                                                |
| 31   | Vk.com             | Vk.com            | Russland                     | 2006      | 100                   | 2024       | Monatlich aktive Benutzer                                                |